# Saint-Pierre-en-Faucigny
Saint-Pierre-en-Faucigny is een gemeente in het Franse departement Haute-Savoie (regio Auvergne-Rhône-Alpes) en telt 5053 inwoners (1999). De plaats maakt deel uit van het arrondissement Bonneville.

## Geografie
De oppervlakte van Saint-Pierre-en-Faucigny bedraagt 14,9 km², de bevolkingsdichtheid is 339,1 inwoners per km².
De onderstaande kaart toont de ligging van Saint-Pierre-en-Faucigny met de belangrijkste infrastructuur en aangrenzende gemeenten.

## Demografie
Onderstaande figuur toont het verloop van het inwonertal (bron: INSEE-tellingen).

1. ↑  Populations de référence 2022.